# Meeuwen boven Sorrento
Meeuwen boven Sorrento is een hoorspel naar het toneelstuk Seagulls over Sorrento van Hugh Hastings, dat in 1949 voor het eerst opgevoerd en in 1954 verfilmd werd met Gene Kelly in de hoofdrol. Op 1 september 1956 zond de BBC het als hoorspel uit. De VARA bracht het al op woensdag 30 september 1953. De vertaler was Alfred Pleiter en de regisseur S. de Vries jr. Het duurde 104 minuten.

## Rolbezetting
- Flip van der Schalie (Badger)
- Huib Orizand (“Lofty” Turner)
- Peter Aryans (bootsman Herbert)
- Frans Vasen (Hudson)
- John de Freese (“Haggis” Mcintosh)
- Johan Wolder (“Sprogg” Sims)
- Rijk de Gooyer (telegrafist “Sparks” Clelland)
- Jan Borkus (commandant Redmond)
- Paul van der Lek (onderluitenant Granger)

## Inhoud
Een klein verlaten eiland in de binnenzee Scapa Flow, met een vesting die in oorlogstijd door de marine gebruikt werd, maar nu dienstdoet voor ‘top secret’ wapenexperimenten. Vier volmatrozen, die vrijwillig voor de dienst hebben gekozen, komen aan. Ze besluiten het eiland de bijnaam Sorrento te geven. Tot hun ontsteltenis ontdekken ze dat hun onderofficier bootsman Herbert is, die bij de vloot een slechte reputatie heeft. Hij is uiterst nauwgezet en dat maakt hem boosaardig. Herbert vernedert de jongste volmatroos - Sims, bijgenaamd “Sprogg” - en stuurt hem naar zijn kajuit om die schoon te maken. Later komt hij terug met een reep chocolade. Volmatroos "Lofty" Turner  is zeer bezorgd over Herberts attenties voor de jongeman. Nog een andere volmatroos komt aan - Hudson. In de oorlog had hij voor de radardienst gewerkt. Hij wordt vrijgesteld van bepaalde taken en werkt aan het geheime wapen. Herbert probeert Sprogg te doen vertellen wat de mannen achter zijn rug zeggen, maar die weigert en daarom krijgt hij de taak het roest van de ladders te verwijderen. Lofty is ontsteld en gaat de confrontatie aan met Herbert, maar alvorens ze op de vuist gaan, is er een explosie en Hudson wordt gedood. Er wordt een andere matroos naar het eiland gestuurd en dat blijkt de man te zijn die ervandoor ging met de vrouw van een van de andere matrozen. Het wapen moet nu getest worden en er wordt een vrijwilliger gevraagd. Lofty regelt het zo dat hij die taak krijgt. Terwijl hij aan boord is van een schip dat wacht om de tests te beginnen, vertelt hij aan de onderluitenant over Herbert. Als de test af is, krijgen de matrozen verlof en onderofficier Herbert wordt naar een ander eiland gestuurd, waar de tests verder zullen gaan...